# Gobierno General (España)
El Gobierno General fue uno de los diversos organismos político-administrativos creados por el general Franco en 1936 tras ser nombrado jefe del gobierno de la España rebelde, en el contexto de la Guerra Civil.

## Contexto
El 30 de septiembre de 1936 se publicó en el Boletín Oficial de la Junta de Defensa Nacional de España el nombramiento del general Franco como generalísimo de los ejércitos y como jefe del gobierno del Estado. La acumulación de poder suponía, de hecho, la implantación de una dictadura en el territorio controlado por los rebeldes. Se hablaba de la creación de un «Nuevo Estado», pero no se precisaban cuáles habían de ser sus características.
El 1 de octubre Franco tomó posesión oficialmente de sus cargos. Aunque solo había sido nombrado jefe de gobierno, todos los medios oficiales hablaron desde el principio de «Jefe del Estado», aumentando así su poder. De inmediato creó una Junta Técnica del Estado para que le ayudase a gestionar las labores de gobierno. El 2 de octubre el ahora denominado Boletín Oficial del Estado publicó la ley que creaba este y otros organismos. La nueva estructura no era un auténtico gobierno. Probablemente se consideraba que sería un mero instrumento de apoyo civil a los militares hasta el final de la guerra, que entonces se consideraba que estaba próximo.

## Actuación
Un militar, el general de brigada Francisco Fermoso, fue nombrado gobernador general. Su cometido era «la inspección de las provincias ocupadas y cuanto se refiere a la organización de la vida ciudadana, abastos, trabajo y beneficencia»; una especie de labor de intendencia de retaguardia. Unas instrucciones publicadas el día 6 de octubre lo definían como una especie de inspector de la actuación de todas las autoridades civiles. Para ello, visitaría las distintas zonas, coordinaría la relación de autoridades civiles y militares y se mantendría la relación con las comisiones gestoras de las diputaciones provinciales. Estas estarían formadas preferentemente por miembros de las cámaras agrarias, de comercio, de industria y navegación; personas «de eficiencia en su labor y carentes de significado político, aceptando, en último extremo, el de tendencias afines a la causa nacional». La sede de la institución no estaba ni en Salamanca —donde se encontraba el Caudillo— ni en Burgos —sede de la Junta Técnica— sino en Valladolid.
Al poco tiempo, Fermoso fue sustituido por el general Valdés. Otra de las funciones del gobernador era ocuparse del abastecimiento y beneficencia, así como de las labores agrícolas. También verificar que organismos no autorizados no imponían cargas tributarias. En materia política, debía disolver con tacto las juntas u organismos similares que se habían creado para evitar incurrir en la fragmentación de poder existente en el bando contrario. En cuanto a los ayuntamientos, debía dar instrucciones a los gobernadores civiles para la constitución de gestoras integradas por los mayores contribuyentes que reunieran «las características de apoliticismo y eficiencia».
A comienzos de febrero de 1937 el gobernador suspendió las fiestas de carnaval «en atención a las circunstancias excepcionales por las que atraviesa el país», pero sin realizar juicio moral alguno respecto de la celebración. A finales de diciembre de 1936 se creó el cargo, subordinado al gobernador, de Fiscal superior de la Vivienda, con la difícil misión de evitar la permanencia de viviendas insalubres.
Algunas veces se percibe en sus decisiones un tono cuartelero y arbitrista que recuerda al de la Dictadura, como en la Orden de 30 de octubre de 1936 publicada el 3 de noviembre por la que se imponía el plato único dos veces al mes justificándola «por las múltiples atenciones benéficas a que un Estado moderno y católico debe hacer frente». Mediante esta medida, los clientes pagaban tres platos en el restaurante pero recibían solo uno, algo que acabó convirtiéndose en un impuesto. Como en otros casos, Queipo de Llano se había anticipado a la medida, en este caso inspirándose en el Tercer Reich. La medida tuvo un importante efecto recaudatorio. Además, fue esta modesta norma la primera por la que el naciente Estado se definió a sí mismo como católico.

## Desaparición
Tras el traslado del cuartel general de Franco a Burgos, Serrano Súñer redactó la Ley de Administración Central del Estado, que dio paso a un ejecutivo con once carteras ministeriales que sustituyó a la dispersa y poco eficaz administración precedente.